# 奈德納赫河
47°28′35″N 10°56′47″E / 47.4764°N 10.9464°E

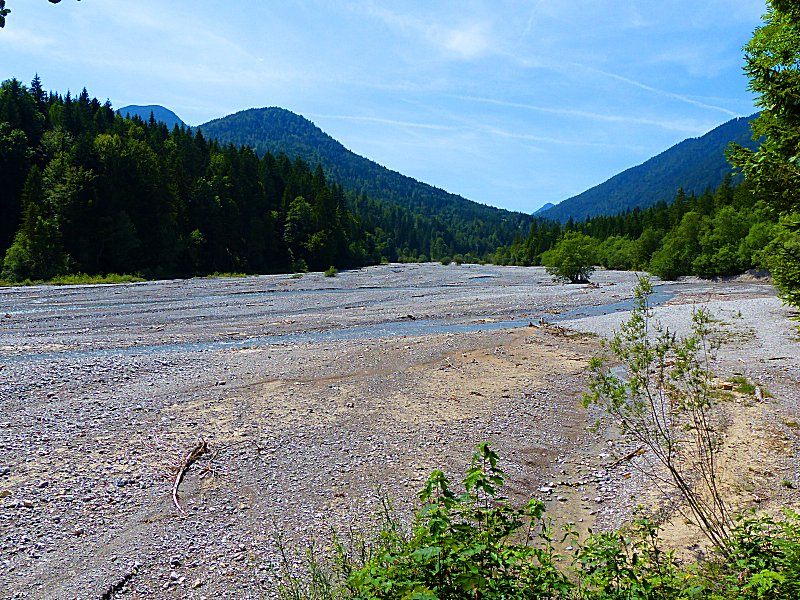

奈德納赫河（德語：Neidernach）是德國的河流，位於該國東南部，由巴伐利亞負責管轄，屬於洛伊薩赫河的左支流，河道全長12.8公里，流域面積41.9平方公里，發源自謝爾施利赫特山附近。